# St. Leonhard (Pfaffenhausen)

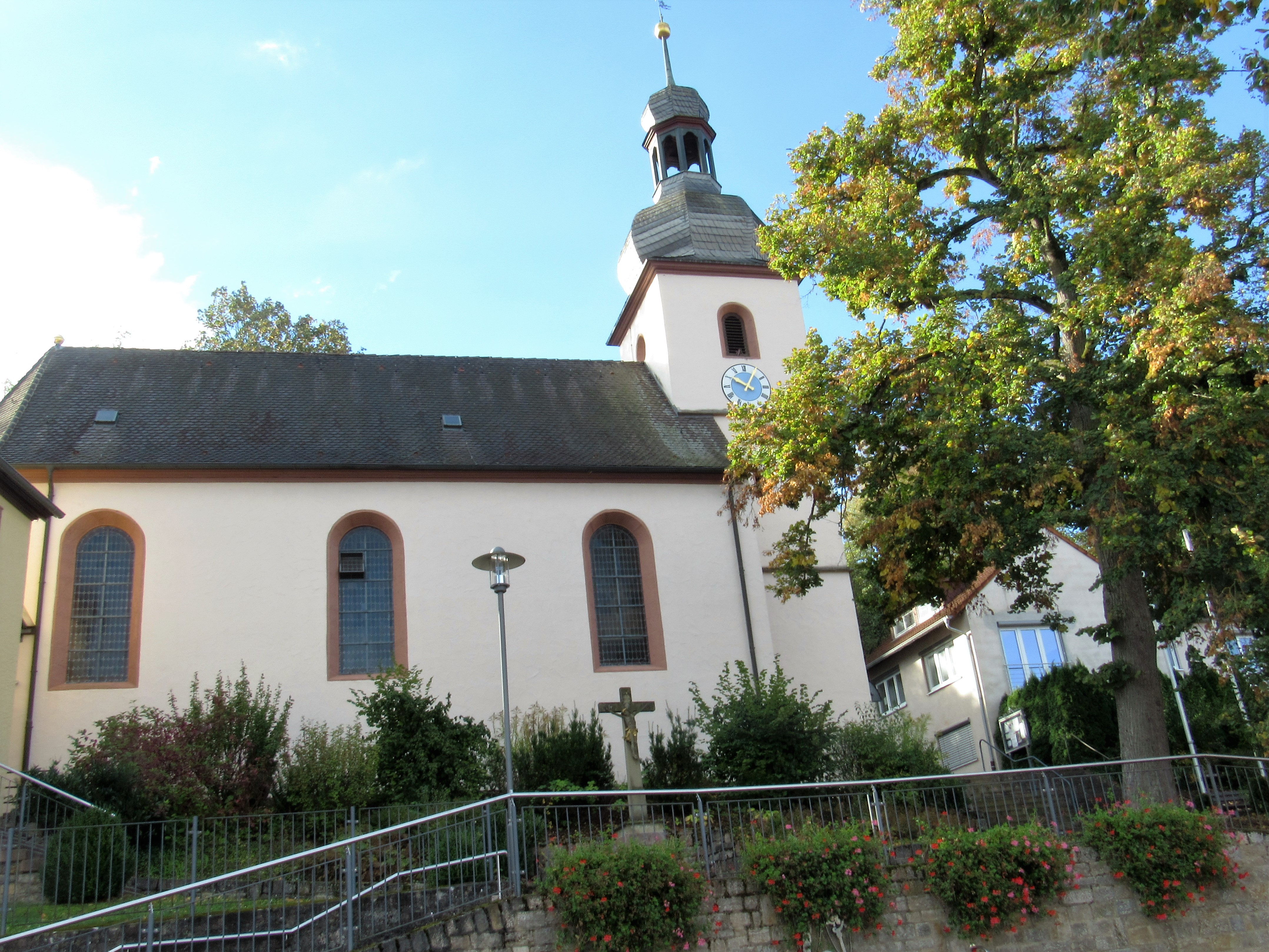
Kirche St. Leonhard in Pfaffenhausen

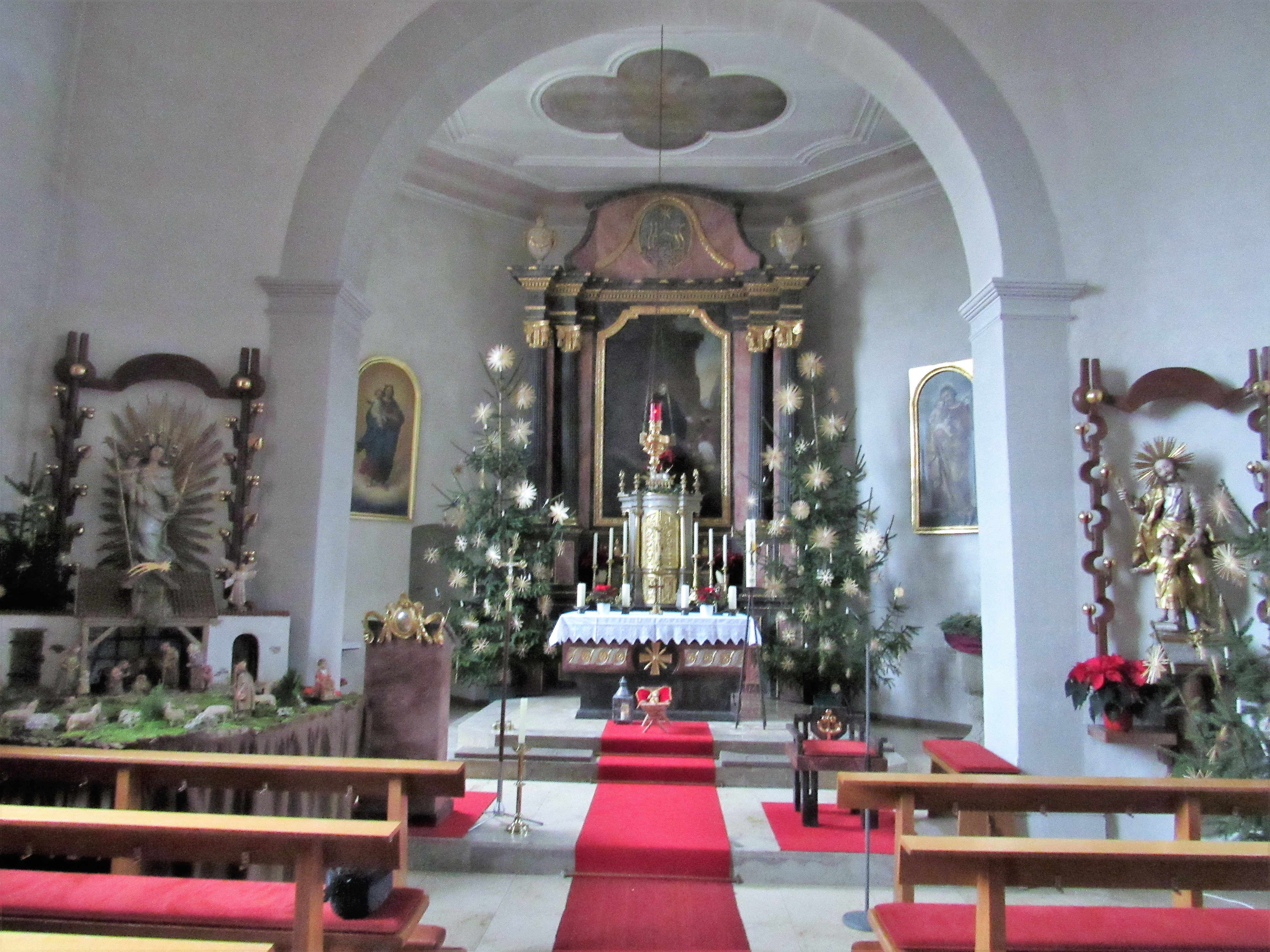
Innenraum der Kirche

Die römisch-katholische Filialkirche St. Leonhard ist die Dorfkirche von Pfaffenhausen, einem Stadtteil von Hammelburg im Landkreis Bad Kissingen. Sie gehört zu den Baudenkmälern von Hammelburg und ist unter der Nummer D-6-72-127-192 in der Bayerischen Denkmalliste registriert. Pfaffenhausen bildet mit Hammelburg, Obererthal, Untererthal, Obereschenbach, Untereschenbach und Gauaschach die Pfarreiengemeinschaft „Sieben Sterne im Hammelburger Land“.

## Geschichte
Die Kirche war ursprünglich gotisch und wurde im 15. Jahrhundert erbaut. Aus dieser Zeit ist das Untergeschoss des Kirchturms erhalten. Kirche und Turmobergeschoss entstanden 1703. Die welsche Haube erhielt der Turm im Jahr 1783. Renovierungen der Kirche wurden 1952 und 1954 durchgeführt.

## Beschreibung und Ausstattung
Der Kirchturm befindet sich im Westen des Kirchengebäudes. Chor und Langhaus gehen außen nahtlos ineinander über; innen trennt sie ein runder Chorbogen. Am klassizistischen Hauptaltar ist ein Ölgemälde des Kirchenpatrons Leonhard zu sehen. An der linken Seite findet sich eine Holzfigur der heiligen Maria in der Glorie, an der rechten Seite ein Altarblatt des heiligen Josef. An der Südwand sieht man eine Holzplastik des heiligen Sebastian aus dem 15. Jahrhundert.

## Geläut
Im Jahr 1913 bestand das Geläut aus zwei Glocken, von denen eine im Ersten Weltkrieg verloren ging. Die Glocke, die 1920 als Ersatz für die verloren gegangene Glocke neu gegossen wurde, hängt auch nicht mehr im Turm. Im Jahr 1950 wurde das Geläut unter Umstimmung der im Ersten Weltkrieg verbliebenen Glocke (der alten Marienglocke aus dem 15. Jahrhundert) und Einfügung einer alten Glocke unbekannter Herkunft auf drei Glocken ergänzt. Nur die größte Glocke (die neue Marienglocke) ist ein Neuguss der Glockengießerei Petit & Gebr. Edelbrock.  Die Glockenweihe fand am 15. Oktober 1950 statt.
| Nr. | Name              | Schlagton | Gewicht | Inschrift                                           |
| --- | ----------------- | --------- | ------- | --------------------------------------------------- |
| 1   | Neue Marienglocke | c′′       | 250 kg  | O Mutter, deine Hand halt´ über uns im Frankenland. |
| 2   | Bonifatiusglocke  | e′′       | 126 kg  | Hl. Bonifatius vergiss´ uns nicht.                  |
| 3   | Alte Marienglocke | g′′       | 125 kg  | Ave Maria gratia plena dominus tecum benedicta.     |